# Brug bij Zolder (E314)
De brug bij Zolder in de E314 is een dubbele liggerbrug over het Albertkanaal nabij Zolder in de Belgische gemeente Heusden-Zolder. De brug maakt deel uit van de autosnelweg A2/E314.
Tegen 2018 moet de verhoging van de E314-brug bij Zolder voltooid zijn. Hiervoor werd een noodbrug geplaatst.